# 礼文林道
礼文林道（れぶんりんどう）は、北海道礼文島の林道である。正式名称は町道元地香深井線。

## 歴史
1965年ごろから旭川営林局稚内営林署が林道の開削と植林を進め、1975年7月営林局から礼文町に無償譲渡された。

## 概要
距離は約8.2km。「ほっかいどう100の道」に選定されている。香深井～香深井除雪センター間約1.1kmを除いてほぼすべてが未舗装のダートである。林道沿いには筋刈りの造林地が約22haがあり、高山植物を多く観察できる。晴れていると、利尻島の利尻富士が遠くに眺望出来る。

## コース
礼文島香深井の集落から宇遠内分岐、レブンウスユキソウ群草地を経て北海道道765号元地香深線礼文林道元地口までの林道である。ややアップダウンはあるが、気軽にトレッキングが楽しめるコースである。車の通行は出来るものの、未舗装のためレンタカーやレンタバイクでは通行しないようレンタカー業者では呼びかけている。礼文島観光協会では、走破におよそ3時間の時間を要するとしている。

## 関係自治体
- 礼文町

## 関係項目
- 愛とロマンの8時間コース